# Anti-Goeze
Anti-Goeze ist der Titel einer Serie von elf theologischen Streitschriften Gotthold Ephraim Lessings, die zwischen April und Juli 1778 entstanden und deren erste unter dem vollständigen Titel: Anti-Goeze / D.[as] i.[st] Notgedrungener Beyträge / zu den freywilligen Beyträgen / des H[er]rn. Past.[ors] Goeze / Erster / (Gott gebe, letzter!) veröffentlicht wurde, während die nachfolgenden nur als Anti-Goeze mit der Nummerierung Zweyter, Dritter usw. erschienen.

## Hintergrund
Diese Schriften bilden den Höhepunkt des so genannten Fragmentenstreits. Lessing hatte als Bibliothekar der herzoglichen Bibliothek zu Wolfenbüttel (der heutigen Herzog August Bibliothek) 1774 in der von ihm herausgegebenen Schriftenreihe Beiträge zur Geschichte und Literatur aus der herzoglichen Bibliothek Wolfenbüttel Auszüge aus einem religionskritischen Manuskript des 1768 verstorbenen Hamburger Gymnasialprofessors Hermann Samuel Reimarus als Fragmente eines Ungenannten veröffentlicht. Reimarus hatte wohl aus Furcht vor negativen Reaktionen zu Lebzeiten nicht gewagt, dieses Buch zu veröffentlichen, in dem er mit Vernunftargumenten die Wahrheit der Bibel in Zweifel zog und damit die Grundlagen der christlichen Offenbarungsreligion in Frage stellte. Lessing, der die Familie Reimarus aus seiner Hamburger Zeit gut kannte, war wohl über Reimarus’ Kinder an das Manuskript gelangt. Um den Autor und seine Familie zu schützen, gab er vor, es handele sich um ein in der Wolfenbütteler Bibliothek aufgefundenes Werk. Die Kompilierung zeigte einen Verfasser, der die Theologie der Offenbarung ablehnt und den Deismus vertritt, indem er eine natürliche Religion aufzeigt, in der die Welt zwar von Gott geschaffen, in ihrem weiteren Verlauf jedoch von dessen Wirken frei sei.

## Folgen
1777 ließ Lessing dieser Veröffentlichung weitere Teile aus Reimarus’ Schrift folgen, die der Hamburger Hauptpastor Johann Melchior Goeze, ein später Vertreter der Lutherischen Orthodoxie, im selben Jahr in einem Zeitungsartikel angriff und damit Lessings Reaktion herausforderte. Lessing und Goeze, der „Lessing weder an Streitsucht noch an Streitfähigkeit in irgend einer Hinsicht nach[stand]“, attackierten sich daraufhin von Dezember 1777 bis Oktober 1778 in schneller Folge gegenseitig mit einer Serie polemischer Flugschriften und Zeitschriftenbeiträge. Elf seiner Beiträge, die zwischen April und Juli 1778 erschienen, betitelte Lessing Anti-Goeze und nummerierte sie ab dem zweiten Teil durch. Eine zwölfte wurde im Juli 1778 auf herzoglich-braunschweigische Anordnung verhindert. Die von Lessings Seite weniger diskursiv, als vielmehr stilistisch polemisierend geführte Auseinandersetzung fand ihren sachlichen Niederschlag zudem in einer Reihe kleinerer Traktate, in der Lessings Denkweise, die ein vom Zwang theologischer Lehrsätze befreites Individuum zugunsten einer praktischen, humanen Moral anstrebte, ihren Ausdruck fand. Die Serie der Anti-Goeze-Publikationen endete damit, dass Lessing im August 1778 von seinem Dienstherrn, Herzog Karl I. von Braunschweig-Wolfenbüttel, als Auflage ein Schreibverbot in Bezug auf Fragen der Religion erhielt. Daraufhin verlieh er seinen Ideen 1779 in dem Drama Nathan der Weise Gestalt.